# Tetratheca labillardierei
Tetratheca labillardierei är en tvåhjärtbladig växtart som beskrevs av J. Thompson. Tetratheca labillardierei ingår i släktet Tetratheca och familjen Elaeocarpaceae. Inga underarter finns listade i Catalogue of Life.